# マイケル・ホイ
マイケル・ホイ（許冠文 拼音 Xǔ Guànwén MICHAEL HUI、1942年9月3日 -  ）は、香港の喜劇俳優、映画監督、脚本家である。中国・広東省生まれ。

## 人物・来歴
ホイ5兄妹の長男として生まれる。弟はスタンリー・ホイ、リッキー・ホイ（許冠英）、サミュエル・ホイ（許冠傑）、妹はジュディ・ホイ（許茱蒂）。
溂沙書院・香港ラサールスクール（ラ・サール会経営の中等教育校）に学び、香港中文大学を卒業。香港を代表する俳優ブルース・リーとは、学年は違うが同窓であり、後にテレビ番組で共演した事もある。
中学校教師や広告マンなどを経て、歌手として芸能界入りしていた末弟サミュエルに誘われ、1968年にTVBの番組司会者としてデビュー。やがてコント・バラエティ番組『雙星報喜（ホイブラザーズ・ショウ）』でサミュエルとも共演し、巧みな話術で不動の人気を得た。
1972年、リー・ハンシャン監督の映画『大軍閥』の主役に抜擢されて以降、活躍の場を映画に移していく。ゴールデン・ハーベストの出資を得て自ら脚本・監督・主演を務めた（日本では『Mr.BOO!』シリーズと題する）1970年代半ばからの一連の作品は、当地の興行記録を塗り替えるほどの大成功を収めた。1982年、『新Mr.Boo!アヒルの警備保障』で第1回香港電影金像奨最優秀主演男優賞を受賞。アクションに偏り海外に押され気味だった香港映画のあり方を変え、自国の映画産業の復興に貢献した。
その後も多くの作品に脚本・監督・出演などで携わる。1990年代からは出演作は減少したものの、香港映画界で活動を続けている。
日本においても『Mr.Boo!』シリーズはヒットし、『ゴールデン洋画劇場』で日本語吹き替えを務めた広川太一郎の好演もあり、「ブー」ことマイケルの知名度は高い。2005年には、そのテレビ吹き替え音声が収録されたDVDの発売記念に来日し、広川との対面を果たした。
2000年代以降は、2004年の正月映画で自身の作品へのオマージュ作品『新世紀Mr.Boo! ホイさま カミさま ホトケさま』に、ノンクレジットで特別出演した。2006年には、ジャッキー・チェン主演の『プロジェクトBB』に出演、『キャノンボール』以来26年ぶりにジャッキーと共演している。また、TVBで放送された『一擲千金』（ディール・オア・ノー・ディールの香港版）の第1シーズンの司会者として、久しぶりに古巣TVBのレギュラー番組に出演した。

## 補足
ホイ兄弟はよく3兄弟と勘違いされるが、実は5兄妹である。芸能活動を行っているのはマイケル、サミュエル、リッキーの3人だが、映画制作とマネージメントで次男のスタンリー・ホイが参加している。長男がマイケル、リッキーが三男、サミュエルが四男で、男が4人。末っ子に妹のジュディ（芸能活動はしていない）がいて5人である。次男は裏方だが「Mr.BOO!（半斤八両）」でのラブホテル店員役や『フロント・ページ』での警察官役などで、こっそり出演もしている。
男性4兄弟の名前は上から順に許冠文（マイケル・ホイ）、許冠武（スタンリー・ホイ）、許冠英（リッキー・ホイ）、許冠傑（サミュエル・ホイ）で、名前の最後の文字を並べると「文武英傑（文武両道に並外れて優れた者）」と言う意味になる。

## 出演作品
- 大軍閥（1972年、主演、映画デビュー作。日本未公開）
- 一樂也（1973年、日本未公開）
- 醜聞（1974年、日本未公開）
- 聲色犬馬（1974年、日本未公開）
- Mr.Boo!ギャンブル大将（原題：「鬼馬雙星」、1974年、日本公開1979年） - 兼監督・脚本
- Mr.Boo!天才とおバカ（原題：「天才與白痴」、1975年、日本ではDVDスルー） - 兼監督・脚本
- Mr.Boo!ミスター・ブー（原題：「半斤八两」、1976年、日本公開1979年） - 兼監督・脚本
- Mr.Boo!インベーダー作戦（原題：「賣身契」、1978年、日本公開1979年） - 兼監督・脚本
- 新Mr.Boo!アヒルの警備保障（原題：「摩登保鏢」、1981年、日本公開1982年） - 兼監督・脚本
- キャノンボール（原題：「The Cannonball Run」、1981年、日本公開1981年）
- 新Mr.Boo!鉄板焼（原題：「鐵板焼」、1985年、日本公開1985年） - 兼監督・脚本・製作
- 帰ってきたMr.Boo!ニッポン勇み足（原題：「智勇三寶」、1985年、日本ではビデオスルー）
- 新Mr.Boo!香港チョココップ（原題：「神探朱古力」、1986年、日本ではビデオスルー） - 兼製作・脚本
- 新Mr.Boo!お熱いのがお好き（原題：「歡樂叮當」、1987年、日本ではビデオスルー） - 兼監督・脚本
- ホンコン・フライド・ムービー（原題：「雞同鴨講」、1988年、日本公開1992年） - 兼脚本・製作総指揮
- ミスター・ココナッツ（原題：「合家歡」、1989年、日本公開1992年） - 兼脚本・製作総指揮
- フロント・ページ（原題：「新半斤八兩」、日本公開1992年） - 兼脚本・製作総指揮
- 豪門夜宴（1991年、日本未公開）
- マジック・タッチ（原題：「神算」、1992年、日本ではDVDスルー） - 兼監督・脚本
- 丐世英雄（1993年、日本未公開）
- いつも心の中に（原題「搶錢夫妻」、1993年、日本公開1994年） - 兼製作
- 富貴人間（1995年、日本未公開）
- チャイニーズ・ボックス　（原題：「中國匣、Chinese Box」、1997年、日本公開1998年）
- 創業玩家（2000年、日本未公開）
- Mr.BOO!花嫁の父（原題：「煎釀三寶」、2004年、日本では映画祭上映後、DVDスルー）
- 新世紀Mr.Boo! ホイさま カミさま ホトケさま（原題：「鬼馬狂想曲」、2004年、日本ではビデオ&DVDスルー）
- プロジェクトBB（原題：「寶貝計劃」、英題：Rob-B-Hood、2006年、日本公開2007年）
- カールじいさんの空飛ぶ家（香港版吹き替え）2009年
- Delete 愛人（別題：百變愛人、2014年、日本未公開）
- ゴッドスピード（原題：「一路順風」、英題：Godspeed、2016年、台湾、日本では第29回東京国際映画祭で上映）
- 風再起時（原題：「風再起時」、2022年、日本では映画祭上映）
- ラスト・ダンス（中国語版）（原題：「破·地獄」、2024年、日本では映画祭上映）
- プロセキューター（中国語版） （原題：「誤判」、日本公開2025年9月予定）

## 製作作品
- 霊幻追鬼（原題：「追鬼七雄」、1983年、日本ではビデオスルー）